# Suisse aux Jeux olympiques d'été de 1976
La Suisse participe aux Jeux olympiques d'été de 1976 à Montréal, au Canada. Elle y remporte quatre médailles : une en or, une en argent et deux en bronze, se classant à la 20e place au tableau des médailles. L'escrimeur Christian Kauter est le porte-drapeau d'une délégation suisse comptant 50 sportifs (47 hommes et 3 femmes).

## Médailles
| Médaille                            | Nom                                                                                 | Sport      | Compétition           |
| ----------------------------------- | ----------------------------------------------------------------------------------- | ---------- | --------------------- |
| Médaille d'or, Jeux olympiques      | Christine Stückelberger                                                             | Équitation | Dressage individuel   |
| Médaille d'argent, Jeux olympiques  | Ulrich Lehmann Doris Ramseier Christine Stückelberger                               | Équitation | Dressage par équipe   |
| Médaille de bronze, Jeux olympiques | Jean-Blaise Evéquoz Daniel Giger Christian Kauter Michel Poffet François Suchanecki | Escrime    | Épée homme par équipe |
| Médaille de bronze, Jeux olympiques | Jürg Röthlisberger                                                                  | Judo       | Moins de 93 kg        |